# Nałęczów
Pour les articles homonymes, voir Nałęczów (homonymie).
Nałęczów (prononciation [naˈwɛnt͡ʂuf]) est une ville dans la voïvodie de Lublin, dans le powiat de Puławy, située dans le sud-est de la Pologne.
Elle est le siège administratif (chef-lieu) de la gmina de Nałęczów.
Nałęczów se situe à environ 155 kilomètres au sud-est de Varsovie, capitale de la Pologne.
Sa population s'élevait à 3 485 habitants en 2008 repartie sur une superficie de 30,44 km2.

## Histoire
Fondée au VIIIe ou IXe siècle, Nałęczów obtient le statut de ville en 1963.
De 1975 à 1998, le village est attaché administrativement à l'ancienne voïvodie de Lublin.

Depuis 1999, il fait partie de la nouvelle voïvodie de Lublin.

## Coopération internationale

### Jumelage

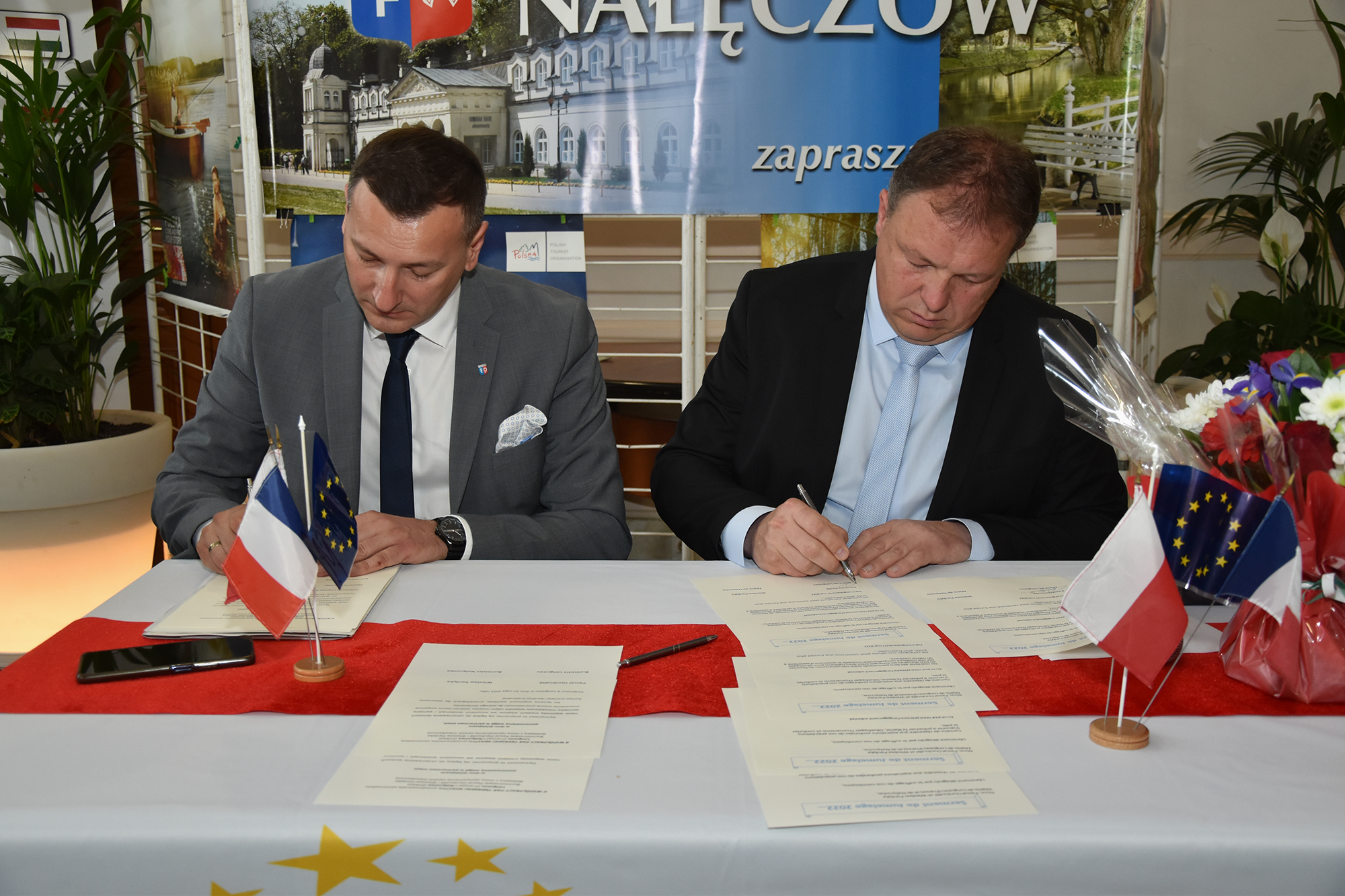
20e anniversaire du serment de jumelage Longueau - Nałęczów, avec sur la photo Wiesław Pardyka maire de Nałęczów et Pascal Ourdouillé maire de Longueau

- Arrondissement de Steglitz-Zehlendorf (Allemagne)
- Longueau (France)
- Trenčianske Teplice (Slovaquie)
- Nyíracsád (Hongrie)
- Sergijewka (Ukraine)